# Villefrancon
Villefrancon ist eine ehemalige französische Gemeinde mit 126 Einwohnern (Stand: 1. Januar 2022)im Département Haute-Saône in der Region Bourgogne-Franche-Comté. Sie gehörte zum Arrondissement Vesoul. Die Bewohner werden Villefranconnais und Villefranconnaises genannt.
Der Erlass des Präfekten vom 13. Dezember 2024 legte mit Wirkung zum 1. Januar 2025 die Eingliederung von Villefrancon als Commune déléguée zusammen mit der früheren Gemeinde Choye zur Commune nouvelle Colombine fest.

## Geografie

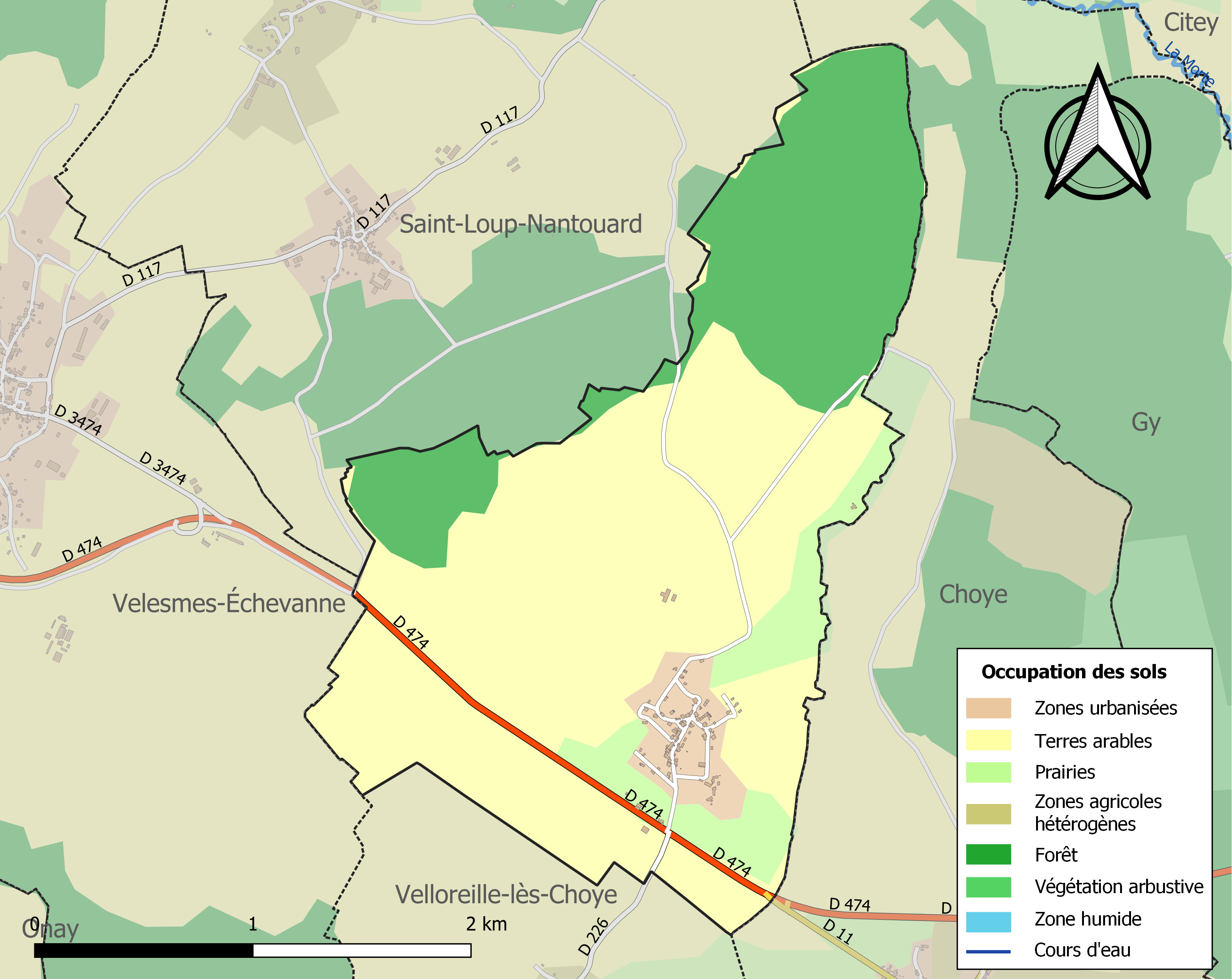
Bodennutzung, Hydrografie und Infrastruktur von Villefrancon (2018)

Villefrancon liegt etwa 39 Kilometer südwestlich von Vesoul und etwa 28 Kilometer nordwestlich von Besançon in der historischen Provinz der Franche-Comté. Das Ortsgebiet erstreckt sich nordwestlich der Höhen der Monts de Gy. Es umfasst einen Abschnitt der leicht gewellten Landschaft südöstlich der Saône. Die östliche Grenze wird streckenweise durch den Bachlauf der Colombine markiert, die für die Entwässerung nach Norden zur Morte sorgt. Sie fließt durch eine breite Alluvialniederung, die im Mittel auf 200 m liegt. Nach Westen erstreckt sich das Ortsareal auf das angrenzende Plateau, das aus Sedimenten aufgebaut ist, welche aus dem Tertiär und der Kreidezeit stammen. Im Nordwesten reicht das Gebiet in die Waldung des Grand Bois. Mit 238 m wird hier die höchste Erhebung von Villefrancon erreicht. Die niedrigste wird mit 198 m im äußersten Norden gemessen.
69 % der Fläche von Villefrancon werden landwirtschaftlich, hauptsächlich als Kulturboden genutzt, rund 27 % sind bewaldet, hauptsächlich durch Anteile an den Waldgebieten Bois de la Roture im Westen und Bois du Fan im Norden, rund 5 % entfallen auf bebaute Flächen (Stand: 2018).
Umgeben wird Villefrancon von der Nachbargemeinde Saint-Loup-Nantouard im Norden, von der Commune déléguée Choye im Osten sowie von den Nachbargemeinden Velloreille-lès-Choye im Süden und Velesmes-Échevanne im Westen.

## Geschichte
Erstmals urkundlich erwähnt wird Villefrancon im Jahr 1240. Im Mittelalter gehörte das Dorf zur Freigrafschaft Burgund und darin zum Gebiet des Bailliage d’Amont. Die lokale Herrschaft hatten die Herren von Gy inne, die unter der Hoheit der Erzbischöfe von Besançon standen. Während des Dreißigjährigen Krieges wurden das Schloss und ein Teil des Dorfes im Jahr 1636 von Truppen des Herzogs Bernhard von Sachsen-Weimar gebrandschatzt. Zusammen mit der Franche-Comté gelangte Villefrancon mit dem Frieden von Nimwegen 1678 definitiv an Frankreich.

## Bevölkerungsentwicklung
| Jahr                       | 1962 | 1968 | 1975 | 1982 | 1990 | 1999 | 2006 | 2013 | 2020 |
| -------------------------- | ---- | ---- | ---- | ---- | ---- | ---- | ---- | ---- | ---- |
| Einwohner                  | 86   | 88   | 78   | 73   | 79   | 73   | 130  | 136  | 129  |
| Quellen: Cassini und INSEE |      |      |      |      |      |      |      |      |      |

Villefrancon gehörte zu den kleinsten Gemeinden des Département Haute-Saône. Nachdem die Einwohnerzahl in der ersten Hälfte des 20. Jahrhunderts deutlich abgenommen hatte (1886 wurden noch 211 Personen gezählt), wurden seit Beginn der 1980er Jahre wieder ein leichtes Bevölkerungswachstum verzeichnet.

## Sehenswürdigkeiten
Das Schloss, einst von einem kreisförmigen Wall- und Grabensystem umgeben, wurde im 18. Jahrhundert wiederaufgebaut. Nahebei steht die 1729 errichtete Kapelle Saint-Joseph. Schloss und Kapelle sind seit 2023 als Monument historique eingeschrieben.
Zu den weiteren Sehenswürdigkeiten zählen der 1894 errichtete Calvaire sowie zahlreiche restaurierte Bauernhäuser im charakteristischen Stil der Haute-Saône aus dem 18. und 19. Jahrhundert.

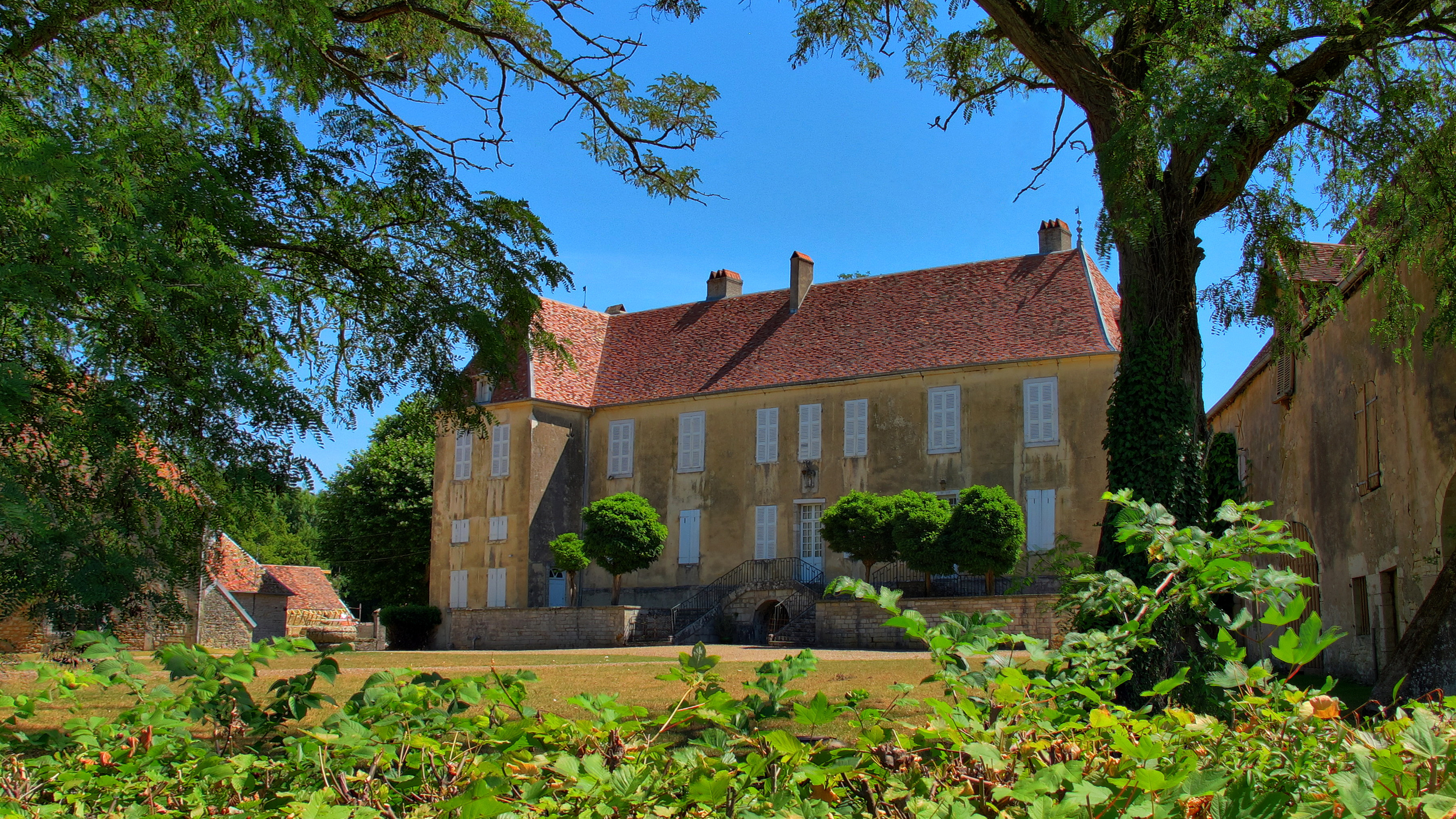
Schloss
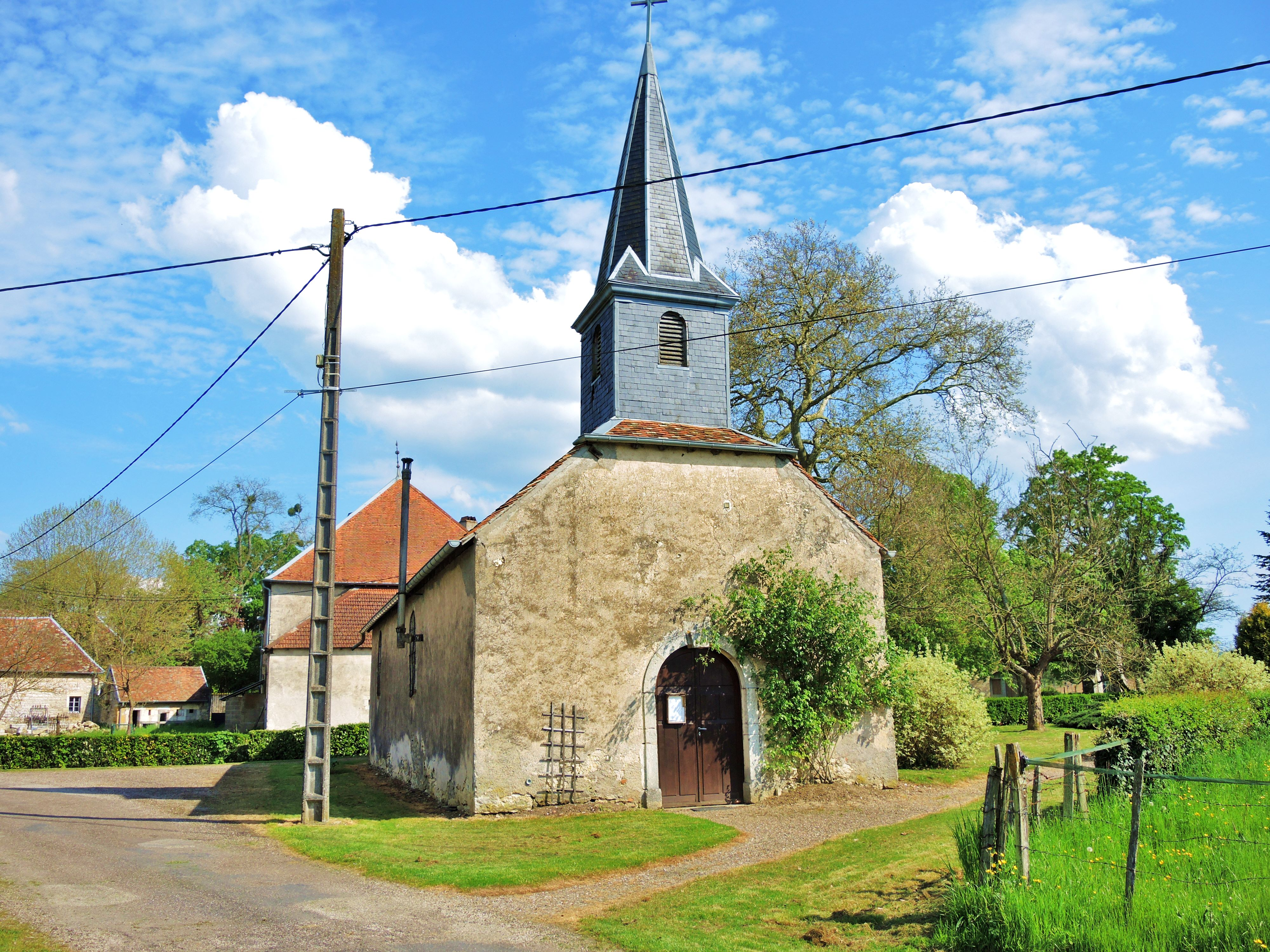
Kapelle Saint-Joseph
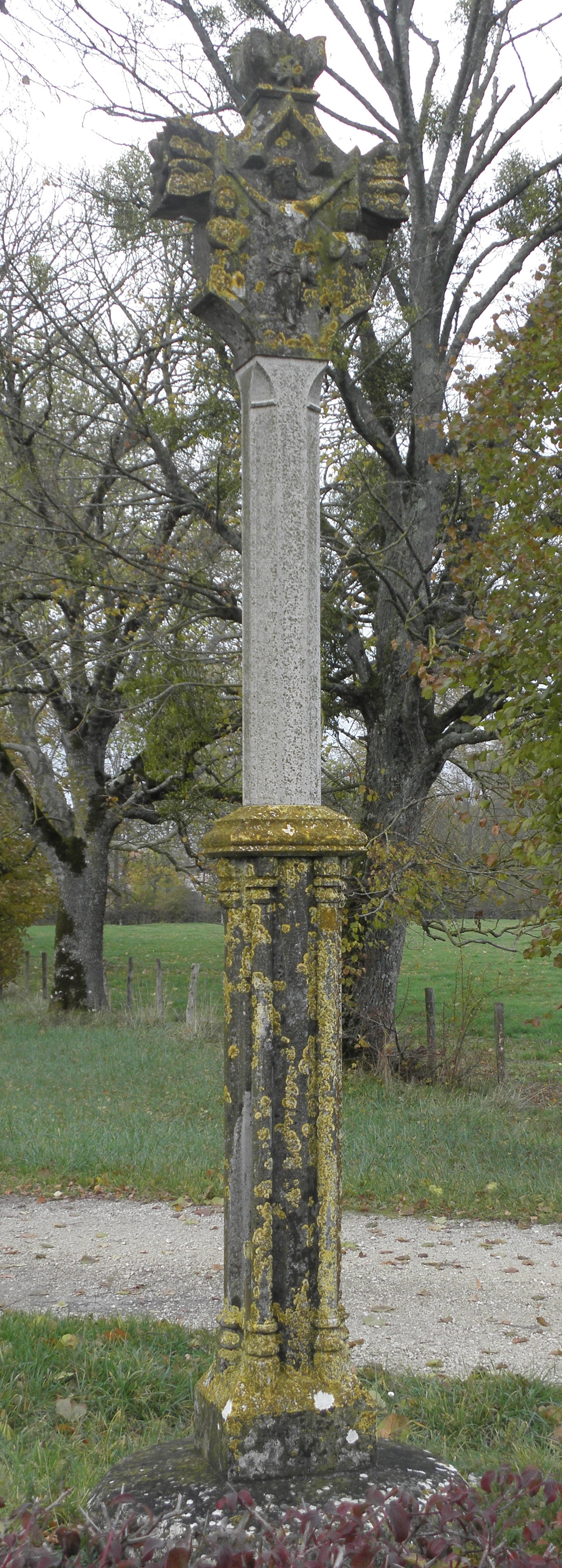
Calvaire
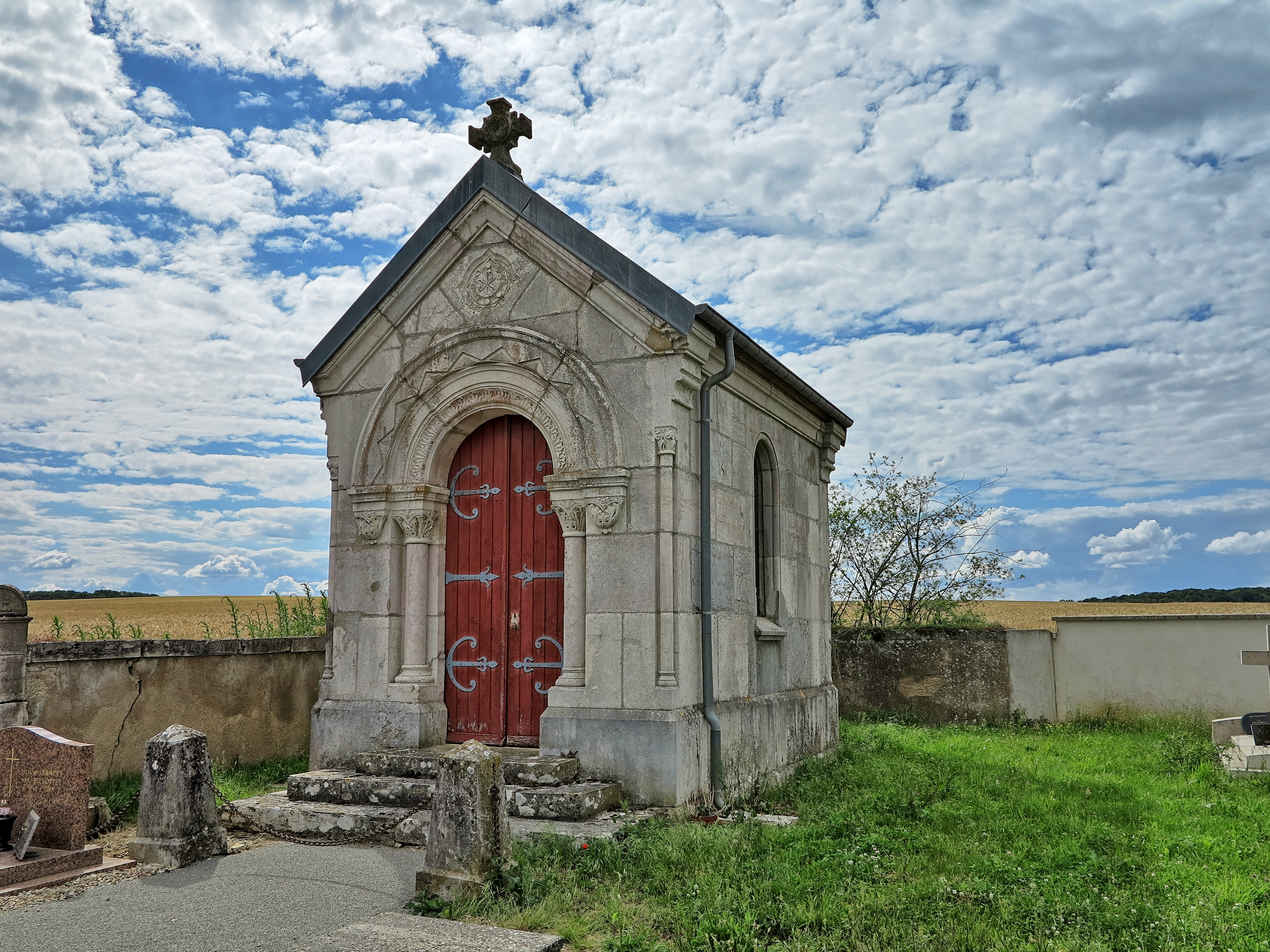
Friedhofskapelle